# Frauennot – Frauenglück
Frauennot – Frauenglück ist ein stummer Dokumentarfilm mit Spielhandlung, den Eduard Tissé 1929/1930 in der Schweiz für die Zürcher Präsens-Film des Produzenten Lazar Wechsler gedreht hat.  Das Drehbuch verfasste Grigori Alexandrow. Die Fotografie besorgten Eduard Tissé und der Schweizer Kameramann Emil Berna. Geschnitten haben den Film Sergej M. Eisenstein, Eduard Tissé und Lazar Wechsler. In den Spielszenen wirkten die Schweizer Schauspieler Johannes Steiner und Walburga Gmür neben unbekannt gebliebenen Laien mit. Die Filmmusik schrieb Martin Uhl.
Der Film bringt zum ersten Mal in der Kinogeschichte den Kaiserschnitt auf Leinwand.
Der Film, in dem das heikle Thema des Schwangerschaftsabbruchs behandelt wird, erhielt in Deutschland auch den Untertitel »Das Hohe Lied der ärztlichen Kunst«.

## Handlung
Der Film schildert im ersten Teil in einer packenden Spielhandlung das Elend von Frauen, die ungewollt schwanger werden.
Den ergreifenden Bildern des Leidens und des Todes der Frauen, die heimlich eine illegale Abtreiberin aufsuchen, stellt der zweite Teil, der sachlich medizinische Informationen liefert, Aufnahmen aus den Räumen der Zürcher Universitätsklinik gegenüber, wo problemlos und sicher abgetrieben wird, soweit der Abbruch aus medizinischen Gründen notwendig ist.

## Hintergrund
Die Schweizer Produktion „Frauennot-Frauenglück“ (1929/30) entstand kurz nachdem Sergej M. Eisenstein, sein Assistent Grigorij Alexandrow und Tissé am Ersten Internationalen Kongress der unabhängigen Filmemacher auf Schloss La Sarraz bei Lausanne teilgenommen hatten. Es war Tissés erste eigene Filmregie.
Das russische Team drehte drei Spielsequenzen mit den Darstellern Johannes Steiner und Walburga Gmür und kombinierte diese mit Dokumentaraufnahmen zweier Geburten und deren Vorbereitung, die der Schweizer Kameramann Emil Berna zuvor in der Zürcher Universitäts-Frauenklinik aufgenommen hatte. Medizinische Beratung gewährte Prof. Dr. Rudolf Waltraut.
Die Dramatik des durchgehend aus extrem kurzen Einstellungen montierten Films ist wesentlich durch die fotografische Komposition bestimmt. Durch Parallelmontage wird der Gegensatz zwischen fachgerechter Operation im Krankenhaus und der Abtreibung durch eine Engelmacherin deutlich gemacht. Der Einsatz signifikanter Großaufnahmen und die repetitive kontrapunktische Montage weisen auf die Ursprünge im sowjetischen Revolutionsfilm hin.
Der Film lag am 30. Mai 1930 unter der Prüf-Nr. 26 076 der Filmprüfstelle Berlin vor. Er wurde in der Schweiz am 21. März 1930 in Zürich im Kino Apollo,
in Deutschland am 19. Juni 1930 in Berlin im Kino Atrium uraufgeführt.
In der frankophonen Schweiz lief er unter dem Titel Misères de femmes - Joies de femmes. Er wurde auch in Polen, Finnland, Amerika und Brasilien gezeigt.

## Rezeption
Nach dem Entscheid der Filmprüfstelle Berlin [B.27442, 5 Akte 1686 m (1703 m vor Zensur)] vom 15. November 1930 wurde der Film 'zur öffentlichen Vorführung im Deutschen Reiche nur zugelassen, wenn ein wissenschaftlicher Vortrag begleitend zum Film gehalten wird'.
Nahezu ebenso groß wie der Erfolg war die Ablehnung, auf die der semidokumentarische Film vor allem in katholisch geprägten Ländern und Regionen stieß.
Besonders die Regierungen in Bayern, Thüringen und Baden stellten umgehend Antrag auf Widerruf der Zulassung des Filmes zur Vorführung in den Kinos. Bis auf einige Schnittanweisungen wurden die Anträge jedoch zurückgewiesen. Sogar die Bedingung eines wissenschaftlichen Begleitvortrages wurde wieder zurückgenommen (Bescheid der Filmoberprüfstelle Berlin Nr. 1256 vom 22. Dezember 1930). Für moralische Empörung, vor allem in kirchlichen Kreisen, sorgten die dokumentarischen Aufnahmen einer Kaiserschnittgeburt: Der Film 'offenbare den heiligen Moment der Geburt einem breiten Publikum' und 'entweihe so die Mutterschaft', wie der gängigste Vorwurf lautete. Doch die Lokalbehörden hatten noch weitere Bedenken:
"Der Bildstreifen ist ... schon unterm 20. Oktober ds. Js. wegen seiner Eignung, die Gesundheit von Beschauern zu schädigen, verboten worden. [...] Die Vorführung des Bildstreifens in München begegnet ferner bei einem beträchtlichen Teil der Bevölkerung einem derartigen Widerstand, daß mit größeren Kundgebungen vor und in dem Theater zu rechnen ist. Durch das an sich zunächst in Erwägung zu ziehende Vorgehen gegen die Kundgebungen würde nach Sachlage eine unverhältnismäßig höhere Beeinträchtigung der öffentlichen Ruhe und Ordnung hervorgerufen als durch die Verhinderung der Vorführung." (Beschluß der Polizeidirektion München gegen den Theaterbesitzer Hans Gruß vom 27. November 1930 [BayHStA MInn 72 693])
Fortleben:
1931/32 drehten in Österreich drei Frauen aus der Gewerkschaftsbewegung nach dem Vorbild von “Frauennot - Frauenglück” einen Stummfilm mit dem Titel “Frauenleben - Frauenlos”. Die Filme ähneln sich nicht in der Thematik, sondern eher vom Titel und in Technik und Kameraführung.
1936 wurde in der Schweiz aus dem Bildmaterial von “Frauennot - Frauenglück” eine Tonfassung erstellt; sie hatte am 7. März 1936, in Zürich, wiederum im Kino Apollo, Première.
Das Schweizer Fernsehen SF DRS zeigte den Stummfilm “Frauennot - Frauenglück” am 16. Mai 2002 in restaurierter Originalfassung, musikalisch untermalt von André Desponds.
Eine Art remake unter gleichem Titel, aber anderen Voraussetzungen und wohl auch mit weniger Glück versuchte Luciano Emmer in Italien 1957 für die Illiria-Film zu erstellen. Dieser Film läuft im deutschen Fernsehen auch unter dem Titel „Der schönste Augenblick“.

## Varia
Lazar Wechsler hat sich 36 Jahre nach Frauennot – Frauenglück als Mit-Produzent im Film Angeklagt nach § 218, Schweizer Titel: Der Arzt stellt fest… an das Abtreibungsthema gewagt.

## Abbildungen
- Photo von Eduard Tissé
- Ganzseitiges Inserat für den Film "Frauennot - Frauenglück", in: Volksrecht, 26. März 1930 (Quelle: Schweizerisches Sozialarchiv, Signatur: Sozarch_F_5024-Fx-103, Bestand: F_5024 Sozialistische Arbeiterjugend Zürich (SAJ))
- Spanisches Kinoplakat “Maternidad a la vida el derecho”  für »Frauennot-Frauenglück« 1930
- Paimanns Filmliste 42 Jg. No.2311 (Memento vom 12. Juni 2015 im Internet Archive) vom 22. August 1957 zu »Frauennot-Frauenglück« / Il momento piú bello (Filmarchiv Austria)